# يوم غي هن
يوم كي هون، من مواليد 30 مارس 1983 في كوريا الجنوبية، لاعب كرة قدم كوري جنوبي.
بدأ مسيرته الكروية مع نادي جونبوك في عام 2006، ولعب معهم حتى عام 2007، وشارك معهم في 31 مباراة وسجل 7 أهداف، ومنذ عام 2007 وهو يلعب مع نادي اولسان هيونداي.
و قد بدأ باللعب مع منتخب كوريا الجنوبية لكرة القدم في عام 2006.

## روابط خارجية
- يوم غي هن على موقع الاتحاد الدولي (مؤرشف)  (الإنجليزية)
- يوم غي هن على موقع دوري كوريا الجنوبية (الإنجليزية)
- يوم غي هن على موقع قاعدة بيانات كرة القدم.إي يو (الإنجليزية)
- يوم غي هن على موقع ناشيونال فوتبول تيمز (الإنجليزية)
- يوم غي هن على موقع Soccerway.com (الإنجليزية)
- يوم غي هن على موقع عالم كرة القدم.نت (الإنجليزية)
- يوم غي هن على موقع AS.com (الإسبانية)